# Соса, Омар
Омар Соса (англ.  Omar Sosa; 10 апреля 1965) — американский джазовый музыкант, композитор, пианист, неоднократный номинант на премию Грэмми.

## Биография
Омар Соса с восьми лет изучал игру на маримбе, затем пересел за фортепиано, во время учёбы в музыкальной школе Гаваны. В 1993 году переехал в Кито, Эквадор, затем в Сан-Франциско, где стал принимать активное участие в развитии местной сцены латинского джаза. Сотрудничал с такими музыкантами, как Терри Кабрера и Джон Сантос. С 1999 года проживает в Барселоне

## Достижения
Ежегодно Омар Соса дает более сотни концертов на всех шести континентах. Его музыка прозвучала в Карнеги-холл, Чикагском музее Современного искусства, Музее Гетти.
Дважды Омар Соса получал награды премии в области World Music от BBC Radio 3. Ассоциация джазовых журналистов Нью-Йорка один из альбомов пианиста назвала лучшим афро-карибским джазовым альбомом 2003 года.
В январе 2011 года Омар Соса завоевал победу в номинации «Лучший джазовый альбом» на церемонии вручения 10  ежегодной Независимой музыкальной премии.
Сотрудничал с симфоническим оркестром. Его первая работа в этом направлении «From Our Mother», 45-минутное произведение с элементами джаза, фольклорной музыки Венесуэлы, Кубы и Эквадора, впервые прозвучала в Оклендском театре.

## Музыкальный стиль
Омар Соса часто выступает в различных творческих тандемах. Его фирменный стиль – это смешение джаза и афро-кубинских традиций, а также элементов латинской музыки, хип-хопа и даже классики (музыкант в числе самых любимых композиторов называет Шопена, Бартока, Сати). Лично свою музыку описывает как выражение гуманистического начала и положений сантерии.

критик Джоэл Робертс в журнале ALL ABOUT JAZZ писал:

Омар Соса – это разносторонний артист в лучшем смысле этого слова. Виртуозный пианист смешивает би-боп с кубинскими корнями, фри-джаз и даже хип-хоп с электроникой в удивительно свежее и современное блюдо. Это гораздо больше, чем просто сумма компонентов этой музыки.…

## Работа в кино
Омар Соса сотрудничал с несколькими телекомпаниями. В 2008 году он написал музыку к одной документальной ленте, а в 2010 стал композитором фильма «Последний полет фламинго», снятого по роману мозамбикского писателя Миа Коуту. Также принимал участие в создании музыки к киноленте Энди Гарсиа «Потерянный город».